# Platyrhynque à cimier orange
Platyrinchus saturatus
Ne doit pas être confondu avec Platyrhynque à cimier blanc.
Espèce
Statut de conservation UICN

 LC  : Préoccupation mineure
Le Platyrhynque à cimier orange (Platyrinchus saturatus), aussi appelé Bec-plat à cimier orange et Platyrhynque à tache orange, est une espèce de passereau de la famille des Tyrannidae,.

## Systématique et distribution
Cet oiseau est représenté par deux sous-espèces selon la classification de référence du Congrès ornithologique international (version 9.1, 2019) :
- Platyrinchus saturatus saturatus Salvin & Godman, 1882 : dans une zone allant de l'est de la Colombie au sud du Venezuela, aux Guyanes et au nord de l'Amazonie brésilienne ;
- Platyrinchus saturatus pallidiventris Novaes, 1968 : au Brésil, sur les rives sud de l'Amazone (du rio Tapajós au nord du Maranhão)[1],[2],[4].